# آشپزی موزامبیکی

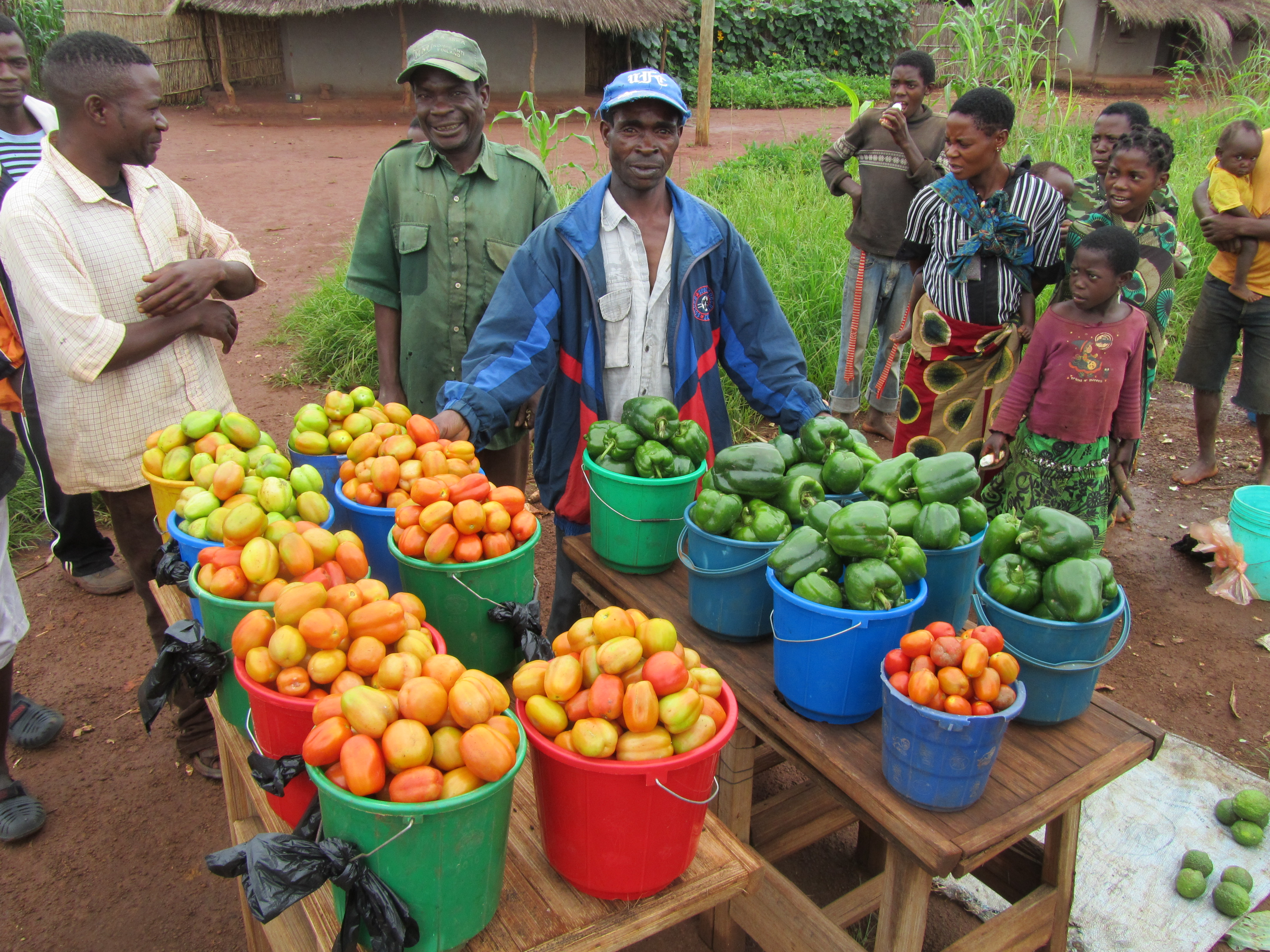
فلفل و گوجه فرنگی

آشپزی موزامبیک (انگلیسی: Mozambican cuisine) به شدت تحت تأثیر پرتغالی‌ها قرار گرفته‌است، که محصولات، چاشنی ها و روشهای پخت جدیدی را معرفی کردند. غذای اصلی بسیاری از موزامبیکی‌ها، چی-ماه (xima)، یک هلیم فرنگی غلیظ تهیه شده از آرد ذرت، است. هم چنین مانیوک و برنج به عنوان کربوهیدرات‌های اصلی مصرف می‌شوند. تمام اینها به همراه سس‌های سبزیجات، گوشت، لوبیا یا ماهی ارائه می‌شوند. سایر مواد اولیه غذایی متداول شامل بادام هندی، پیاز، برگ بو، سیر، گشنیز، پاپریکا، فلفل، فلفل قرمز، نیشکر، ذرت، ارزن، ذرت خوشه ای و سیب زمینی می‌باشد.    